# Radiaster
Famille
Genre
Radiaster est un genre d'étoiles de mer de l'ordre des Paxillosida, le seul de la famille des Radiasteridae (monotypique).

## Taxinomie
Liste des espèces selon World Register of Marine Species (15 février 2021) :
- Radiaster elegans Perrier, 1881
- Radiaster gracilis (H.L. Clark, 1916)
- Radiaster notabilis (Fisher, 1913)
- Radiaster rowei H.E.S Clark & D.G. McKnight, 2000
- Radiaster tizardi (Sladen, 1882)

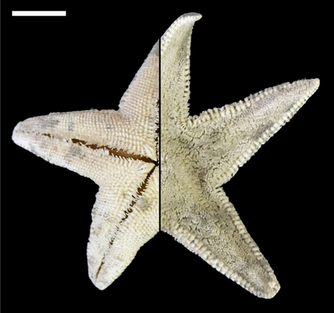
Radiaster elegans
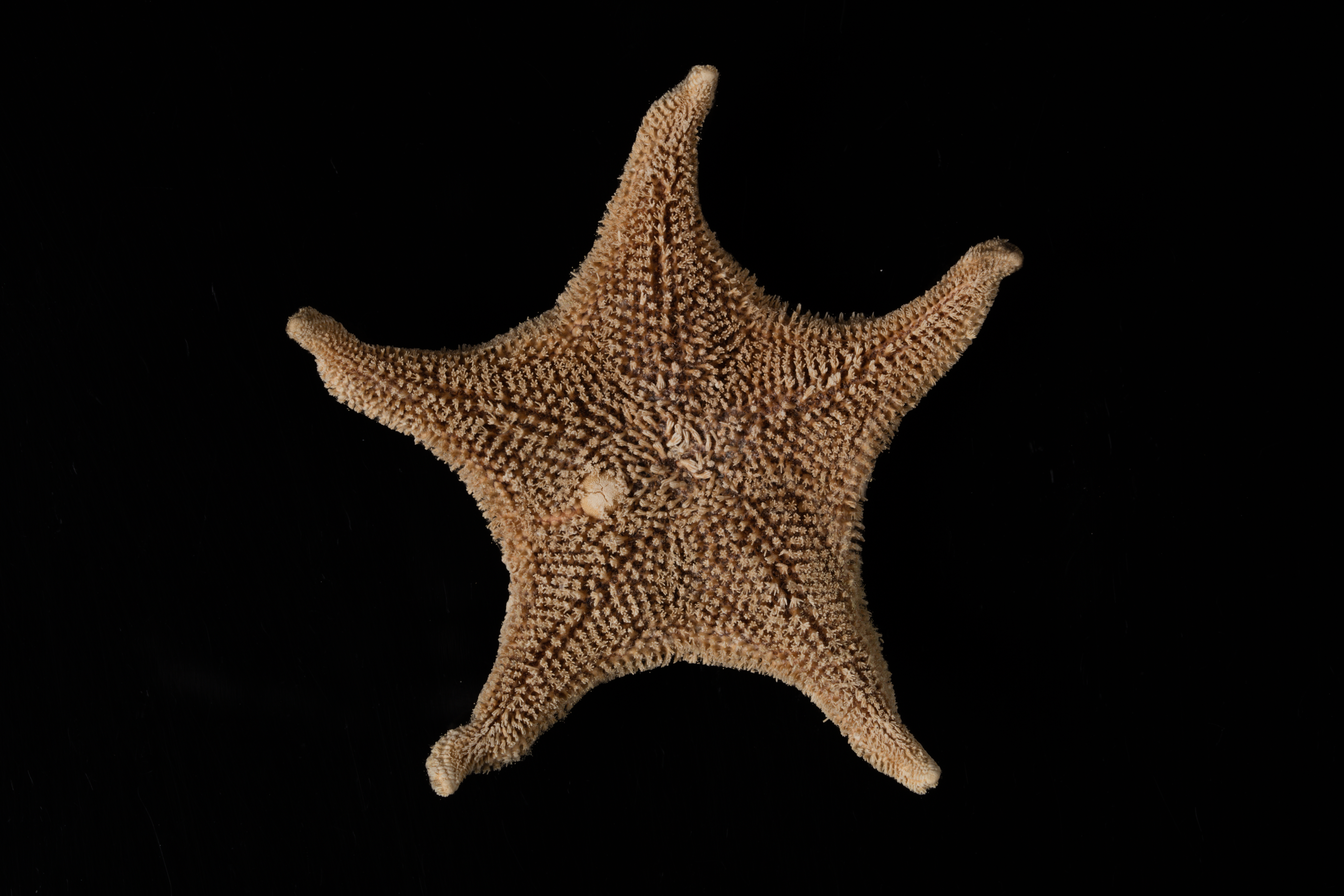
Radiaster gracilis
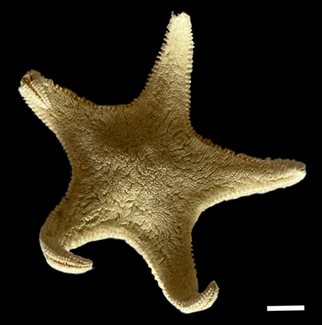
Radiaster tizardi